# Veropedia
Veropedia var en webbplats som består av en delmängd av Wikipedia-artiklar, med syfte att kunna erbjuda en online encyklopedi med kvalitetssäkrade och extra fylliga grundartiklar. Sidan togs ner i januari 2009 med ett meddelande att det skett inför lanseringen av en ny version av sidan, vilken dock aldrig genomfördes.
Veropedia startades i slutet av oktober 2007 av en grupp erfarna wikipediaskribenter på den engelska språkversionen. Bland dessa återfanns Danny Wool som tidigare arbetat med andra encyklopedier. 
Veropedia kördes på egna servrar och samspelade intimt med Wikipedia (den engelska versionen). Uppdatering och underhåll av artiklar skedde på Wikipedia, medan Veropedia tillför kvalitetsmärkning, där också själva urvalet var en del. 
Veropedia drevs av en organisation som, i motsats till Wikimedia Foundation, arbetar med annonsering som finansieringsform.